# Paul Bley
Paul Bley (Montreal, 10 de Novembro de 1932 - 3 de janeiro de 2016) foi um pianista de Free Jazz, residente nos EUA.
Além de ser ele próprio um músico inovador, Paul Bley tocou com grandes nomes do jazz como: Charlie Parker, Lester Young, Ben Webster, Charles Mingus, Art Blakey,Chet Baker, Don Cherry, Ornette Coleman, Charlie Haden, Billy Higgins, Steve Swallow, Sonny Rollins, Coleman Hawkins, Jimmy Giuffre, Lee Konitz, Gary Peacock, Lester Bowie, John Gilmore, Pat Metheny, Steve Lacy, entre outros.
Além do piano, Paul Bley foi um dos pioneiros na utilização de sintetizadores, nos anos 60.

## Discografia seleccionada
- Jimmy Giuffre Free Fall (com Jimmy Giuffre, Steve Swallow), Columbia Records, 1962
- Barrage (com Marshall Allen, Dewey Johnson, Eddie Gomez, Milford Graves), ESP Disk, 1964
- Touching (com Kent Carter, Barry Altschul), Debut, 1965
- Dual Unity (com Annette Peacock, Han Bennink, Mario Pavone, Laurence Cook), Freedom, 1970
- With Gary Peacock, ECM, 1970
- Open, to Love (solo piano), ECM, 1972
- Paul Bley/NHØP (com Niels-Henning Ørsted Pedersen), SteepleChase Records, 1973
- Alone, Again (solo piano), Improvising Artists Inc., 1974
- " Diane" (com Chet Baker),1985
- ´´The Paul Bley Quartet (com John Surman, Bill Frisell and Paul Motian), ECM, 1987
- Partners (com Gary Peacock), 1990
- A musing (com Jon Ballantyne), Justin Time Records, 1991
- Not two, not one (com Gary Peacock and Paul Motian), ECM, 1999
- Nothing to Declare (solo piano), 2004
- Solo in Mondsee,ECM, 2007